# تاتسویا اویشی (کارگردان)
تاتسویا اویشی (انگلیسی: Tatsuya Oishi؛ زادهٔ ۲۸ مارس ۱۹۷۰) پویانما، کارگردان فیلم, storyboard artist اهل ژاپن است. وی از سال ۱۹۹۱ میلادی تاکنون مشغول فعالیت بوده‌است.